# Silvertone (álbum)
Silvertone es el álbum de estudio debut del cantautor estadounidense Chris Isaak. Fue publicado el 10 de enero de 1985 a través del sello discográfico Warner Bros. Records. A pesar de no conseguir apoyo radial o de MTV, figuras como John Fogerty proyectaban a Isaak como una estrella en ascenso.
Según registros de Nielsen SoundScan en 2006, el álbum ha vendido más de 147 000 copias sólo en Estados Unidos.

## Antecedentes
Luego de graduarse de la universidad en 1980, Isaak se trasladó desde su natal Stockton hacia San Francisco, buscando poder ganar dinero al presentarse en los clubes nocturnos con una banda de bar. Fue durante una de sus presentaciones cotidianas donde fue encontrado por Erik Jacobsen, a quién Isaak reconocía por producir los éxitos de The Lovin' Spoonful.
James Calvin Wilsey, quien posteriormente se uniría a la banda de Isaak, rememora que el proceso de grabación fue cambiando alrededor de tres años, con miembros rotando y puliendo demos. En un principio, él estuvo presente como ingeniero de sonido, pero obtuvo el rol de guitarra líder luego que el grupo original se disolvería, teniendo algunas presentaciones en directo como un power trio junto a Isaak y Jacobsen.
Originalmente, el álbum sería acreditado a la banda como Silvertone, pero debido a problemas con la licencia del nombre, esto fue rechazado por Warner Bros. y se optó por llamarse Chris Isaak and Silvertone para sus giras promocionales, como parte de un vacío legal.

## Promoción
La carátula del álbum es una fotografía de Isaak en un perfil bajo, con The Washington Post comparándolo con las imágenes promocionales de Elvis Presley. En un principio, las ventas del álbum fueron insípidas, Calvin Wilsey recuerda que el álbum debut solo había conseguido 11 000 copias vendidas en el país, mientras que en países europeos como Francia, superaban con creces la cantidad. El álbum no pudo aparecer en las listas musicales del extranjero, excepto por Australia, desarrollando una fanaticada leal en el país. Al año siguiente, la película Terciopelo azul de David Lynch incluyó dos canciones del álbum en diferentes escenas: «Gone Ridin'» y «Livin' for Your Lover».

## Lista de canciones
Todas las canciones escritas y compuestas por Chris Isaak. 
| N.º   | Título                   | Duración |  |
| 1.    | «Dancin'»                | 3:44     |  |
| 2.    | «Talk to Me»             | 3:04     |  |
| 3.    | «Livin' for Your Lover»  | 2:56     |  |
| 4.    | «Back on Your Side»      | 3:14     |  |
| 5.    | «Voodoo»                 | 2:44     |  |
| 6.    | «Funeral in the Rain»    | 3:18     |  |
| 7.    | «The Lonely Ones»        | 3:12     |  |
| 8.    | «Unhappiness»            | 3:10     |  |
| 9.    | «Tears»                  | 2:44     |  |
| 10.   | «Gone Ridin'»            | 2:36     |  |
| 11.   | «Pretty Girls Don't Cry» | 2:24     |  |
| 12.   | «Western Stars»          | 3:12     |  |
| 13.   | «Another Idea»           | 2:53     |  |
| 39:15 |                          |          |  |

## Créditos y personal
Adaptados desde AllMusic.
| Músicos - Chris Isaak – voz, guitarra. - James Calvin Wilsey – guitarra solista, guitarra lap steel. - Prairie Prince – batería. - Chris Solberg – bajo. - Pee Wee Ellis – saxofón. - Jim Keltner – batería en «Livin' for Your Lover». - Pat Craig – órgano. | Apoyo y producción - Erik Jacobsen – Productor. - Tom Mallon, Mark Needham, Lee Herschberg, Dave Carlson, Pat Craig – Ingeniería. - Greg Fulginiti – Masterización en Artisan Sound Recorders. - Michael “Mike” Zagaris – fotografía interior del libreto. - Marek Majewski – fotografía. - Rick Lopez – fotografía de la portada. |

## Posicionamiento en listas
| Listas (1986)                 | Mejor posición |
| ----------------------------- | -------------- |
| Australia (Kent Music Report) | 77             |